# Ivan Brihta
Ivan Brihta (Osijek, 14. travnja 1903. – Zagreb, 28. studenoga 1960.), hrvatski kemijski tehnolog.

## Životopis
Dr. sc. Ivan Brihta je rođen 14. travnja 1903. godine, u osječkoj-židovskoj obitelji Oskara Brihte. Pučko i srednje školovanje završio je u rodnom Osijeku, a studij kemije u Zagrebu na Fakultetu kemijskog inženjerstva i tehnologije. Po uspostavi Nezavisne Države Hrvatske prebjegao je u Italiju, gdje je bio interniran u logoru u Kalabriji. Narodnooslobodilačkom pokretu u Hrvatskoj je pristupio u rujnu 1943. nakon kapitulacije Italije. Tokom Drugog svjetskog rata Brihta je bio nastavnik u partizanskoj gimnaziji u Glini, a zatim načelnik odjeljenja za industriju pri ZAVNOH-u. Oko 1940. sintetizirao je prvu umjetnu smolu u nas i utemeljio industriju umjetnih smola i polimernih materijala. Brihta je doktorirao 1958. godine, a 1960. postao je redoviti profesor na Tehničkom fakultetu u Skoplju. Među prvima se u Hrvatskoj bavio industrijskim istraživanjima na području organske sinteze, termodinamike i tehničke katalize. Objavio je više znanstvenih radova, knjiga i patenata. Ivan Brihta je umro u Zagrebu, 28. studenoga 1960. godine.

## Izbor iz djela
- Nauka, život i tehnika : o postanku, metodi i socijalnoj ulozi nauke, (1933.)
- Elektricitet i kemija, Nakladni zavod Hrvatske (1946.)
- Kataliza u kemijskoj industriji, Tehnička knjiga (1953.)

## Vanjske poveznice
- Ivan Brihta Hrvatska tehnička enciklopedija, portal hrvatske tehničke baštine. LZMK